# Chang e Eng Bunker
Chang (chinês: 昌, pinyin: Chāng, em tailandês:  จัน Chan) e Eng (chinês: 恩, pinyin: Ēn, em tailandês:  อิน In) Bunker (Samut Songkhram, 11 de maio de 1811 – Mount Airy, 17 de janeiro de 1874) foram gêmeos xifópagos que serviram como a origem para o termo "gêmeos siameses", por terem nascido na Tailândia, conhecida na época como Sião.
Os dois tiveram 22 filhos, que através deles geraram mais de 1.500 descendentes, a maioria deles não-gêmeos e em condições ideais de saúde.

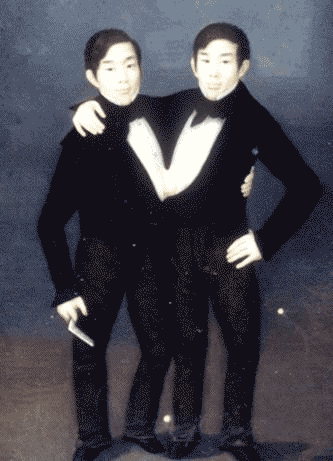
Uma pintura de Chang (direita) e Eng Bunker (esquerda), cerca de 1836.

## Literatura
- The Two: The Story of the Original Siamese Twins, Amy and Irving Wallace, Simon & Schuster, 1978, hardcover, ISBN 0-671-22627-4
- Eng & Chang: The Original Siamese Twins, David R. Collins, Silver Burdett Press, 1994, paperback, ISBN 0-382-24719-1; hardcover, ISBN 0-87518-602-5
- Chang and Eng: A Novel, Darin Strauss, Dutton, 2000, paperback, ISBN 0-452-28109-1; hardcover, ISBN 0-525-94512-1